# Cantone di Le Pont-de-Beauvoisin (Savoia)
Il Cantone di Le Pont-de-Beauvoisin è una divisione amministrativa dell'arrondissement di Chambéry.
A seguito della riforma complessiva dei cantoni del 2014 è passato da 12 a 27 comuni.

## Composizione
Prima della riforma del 2014 comprendeva i comuni di:
- Aiguebelette-le-Lac
- Ayn
- Belmont-Tramonet
- La Bridoire
- Domessin
- Dullin
- Lépin-le-Lac
- Nances
- Le Pont-de-Beauvoisin
- Saint-Alban-de-Montbel
- Saint-Béron
- Verel-de-Montbel

Dal 2015 comprende i comuni di:
- Aiguebelette-le-Lac
- Attignat-Oncin
- Ayn
- La Bauche
- Belmont-Tramonet
- La Bridoire
- Corbel
- Domessin
- Dullin
- Les Échelles
- Entremont-le-Vieux
- Lépin-le-Lac
- Montagnole
- Nances
- Le Pont-de-Beauvoisin
- Saint-Alban-de-Montbel
- Saint-Béron
- Saint-Cassin
- Saint-Christophe
- Saint-Franc
- Saint-Jean-de-Couz
- Saint-Pierre-d'Entremont
- Saint-Pierre-de-Genebroz
- Saint-Sulpice
- Saint-Thibaud-de-Couz
- Verel-de-Montbel
- Vimines